# Aichi D1A
Chiếc Aichi D1A là một kiểu máy bay ném bom bổ nhào Nhật Bản hoạt động trên các tàu sân bay trong những năm của thập niên 1930. Phe Đồng Minh đặt tên mã cho kiểu máy bay này là Susie. Đó là một kiểu máy bay cánh kép một động cơ, hai chỗ ngồi dựa trên kiểu máy bay Heinkel He 66 của Đức. Nó được Aichi sản xuất cho Hải quân Đế quốc Nhật Bản dưới tên gọi Máy bay Ném bom Hải quân trên tàu sân bay kiểu 94 và vẫn còn được sử dụng như là máy bay huấn luyện vào thời gian xảy ra cuộc tấn công Trân Châu Cảng.

## Thiết kế và phát triển
Aichi D1A được đưa ra nhằm đáp ứng nhu cầu của Hải quân Đế quốc Nhật Bản về một kiểu máy bay ném bom bổ nhào tiên tiến hoạt động trên các tàu sân bay, và vào cuối năm 1934, Hải quân Nhật đã yêu cầu hoàn thiện thiết kế chiếc Aichi AB-9 vốn được sản xuất như là kiểu nguyên mẫu của chiếc D1A1. Tuy nhiên, thực ra D1A1 không phải là thiết kế của công ty Aichi Tokei Denki Kabushiki Kaisha, nhưng được vẻ kiểu bởi Ernst Heinkel Flugzeugwerke từ yêu cầu của Aichi. Phiên bản đầu tiên được thiết kế bởi Heinkel là kiểu He 50, một kiểu có thiết kế tương tự nhưng được trang bị phao nổi thay cho càng đáp. Kiểu kế tiếp He 66 được cung cấp cho Aichi và ngay lập tức được đưa vào sản xuất dưới tên gọi D1A1.
Thiết kế của chiếc D1A được dựa trên kiểu máy bay He 66 và được thiết kế như là một máy bay cánh kép có cấu trúc bằng kim loại và bề mặt được phủ vải, một bộ càng đáp cố định và thanh trượt hạ cánh phía sau đuôi kiểu thông thường. Những kiểu ban đầu trang bị động cơ công suất 365 kW, các kiểu sau đó được trang bị loại động cơ mạnh hơn công suất 433 kW.

## Lịch sử hoạt động
Kiểu D1A được sử dụng ban đầu trong cuộc Chiến tranh Trung Nhật và kép dài cho đến khi Nhật Bản tham gia Thế Chiến II vào năm 1941, nhưng chỉ còn một ít thực sự được sử dụng trong chiến đấu. Tất cả những chiếc D1A1 còn lại đều đã ngừng sử dụng, và đa số những chiếc phiên bản D1A2 đều được rút khỏi các nhiệm vụ nơi tuyến đầu để phục vụ chủ yếu trong các đơn vị huấn luyện. Chỉ còn trường hợp ngoại lệ của 68 chiếc phiên bản D1A2 hoạt động hỗ trợ ở tuyến hai cho đến khi được cho nghỉ hưu vào năm 1942.

## Các phiên bản
D1A1
Trang bị kiểu động cơ Nakajima Kotobuki 2 Kai 1 hoặc Kotobuki 3 bố trí hình tròn công suất 580 mã lực (432,5 kW). Có 162 chiếc được chế tạo.
D1A2
Phiên bản cải tiến trang bị bánh đáp có vỏ bọc và động cơ công suất lớn hơn. Có 428 chiếc được chế tạo.

## Các nước sử dụng
Nhật Bản
- Hải quân Đế quốc Nhật Bản

## Đặc điểm kỹ thuật (D1A2)
Nguồn:

### Đặc tính chung
- Đội bay: 02 người (phi công và xạ thủ)
- Chiều dài: 9,3 m (30 ft 6 in)
- Sải cánh: 11,4 m (37 ft 5 in)
- Chiều cao: 3,41 m (11 ft 2 in)
- Diện tích bề mặt cánh: 34,7 m² (374 ft²) [5]
- Lực nâng của cánh: 72,0 kg/m² (14,7 lb/ft²)
- Trọng lượng không tải: 1.516 kg (3.342 lb)
- Trọng lượng có tải: 2.500 kg (5.512 lb) [5]
- Trọng lượng cất cánh tối đa: 2.610 kg (5.754 lb) [5]
- Động cơ: 1 x động cơ Nakajima Hikari-1 9 xy lanh bố trí hình tròn làm mát bằng không khí, công suất 730 mã lực (545 kW).

### Đặc tính bay
- Tốc độ lớn nhất: 309 km/h (171 knot, 192 mph)
- Tầm bay tối đa: 927 km (498 nm, 576 mi)
- Trần bay: 6.980 m (22.900 ft)
- Tốc độ lên cao: 6,37 m/s (1.253.94 ft/min)
- Tỉ lệ công suất/khối lượng: 0,22 kW/kg (0,13 hp/lb)

### Vũ khí
- 2 x súng máy Kiểu 92 7,7 mm (0,303 in) gắn cố định
- 1 x súng máy Kiểu 92 7,7 mm (0,303 in) di động
- 1 × bom 250 kg (550 lb) gắn dưới thân
- 2 × bom 30 kg (66 lb) mang dưới cánh

## Nội dung liên quan

### Máy bay liên quan
- Heinkel He 50
- Heinkel He 66

### Trình tự thiết kế
D1A - D2A - D3A - D4Y - D5Y

### Danh sách liên quan
- Danh sách máy bay chiến đấu
- Danh sách máy bay quân sự Nhật Bản
- Danh sách máy bay quân sự giữa hai cuộc chiến tranh thế giới
- Danh sách máy bay trong Chiến tranh Thế giới II